# Tipos psicológicos
Tipos psicológicos (en alemán Psychologische Typen) es una obra de Carl Gustav Jung publicada inicialmente por Rascher Verlag, Zúrich, en 1921. Se corresponde al sexto volumen de su Obra completa. En ella desarrolla sus ideas sobre la existencia de dos «actitudes» (extraversión / introversión) y cuatro «funciones» (pensamiento / sentimiento y sensación / intuición), y se refiere por primera vez al sí-mismo como objetivo del desarrollo psíquico.

## Resumen
En la obra, Jung clasifica a las personas en tipos primarios de funciones psicológicas. Propuso la existencia de cuatro funciones principales de consciencia, dos de ellas funciones perceptivas, también llamadas irracionales: sensación e intuición, y las otras dos funciones juzgadoras, también llamadas racionales: pensamiento y sentimiento. Las funciones son modificadas por dos actitudes principales: introversión y extraversión.
De las cuatro existe el predominio de una por predisposición natural, definida como función principal o superior, mientras las restantes quedan a nivel inconsciente. Dos de ellas, denominadas funciones auxiliares, resultan relativamente diferenciadas, mientras que la cuarta, la función de menor valor o inferior, se caracterizaría por quedar totalmente inconsciente, pudiéndose diferenciar solo relativamente, y constituyéndose como la función opuesta a la principal. Dicho antagonismo incluiría su correspondiente compensación.

### Ocho tipos psicológicos
De la combinación de las cuatro funciones y las dos actitudes propuestas surgen ocho tipos psicológicos básicos, cada una con características de personalidad diferentes. Cuando un individuo muestra predilección por un tipo psicológico, se establece ese tipo predilecto como el predominante, mientras que los demás coexisten con el principal y, generalmente, permanecen menos definidos.
Los ocho tipos psicológicos son clasificados y podrían ser descritos brevemente como sigue:
- Introvertido pensamiento: Se formulan preguntas y tratan de comprender su propio ser. Apartándose, para ello, al reino de sus ideas.
- Extravertido pensamiento: Se rigen a sí mismas y a los demás según reglas y principios fijos. Más que los hechos materiales, les interesa la realidad.
- Introvertido sentimiento: Inaccesibles al resto de la gente, dan sin embargo una impresión de autonomía y de armonía, suelen apasionarse por la música y la poesía.
- Extravertido sentimiento: Convencionales, bien adaptados a su época y su medio, les interesa el éxito personal y social. Son volubles y se acomodan a las modas.
- Introvertido sensación: Se nutren de sus impresiones sensoriales y viven inmersos en sus sensaciones internas. A menudo son modestos y callados.
- Extravertido sensación: Les interesan los fenómenos externos, son prácticos, empecinados y aceptan el mundo tal como es.
- Introvertido intuición: Son soñadores, se entregan a sus visiones internas. Se empeñan en transmitir una experiencia esotérica singular.
- Extravertido intuición: Su intuición los hace tener 'olfato' para cualquier novedad. Suelen solucionar disputas y ser líderes carismáticos.

## Indicador Myers-Briggs

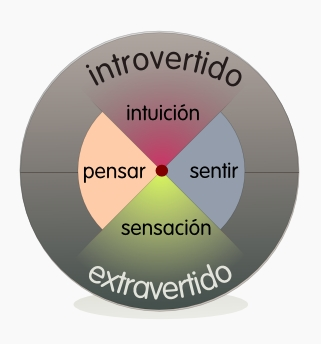
Ejemplo concreto de una tipología (Introvertido Intuición o INTJ / INFJ).

Basándose en la formulación incluida en el texto de Tipos psicológicos propuesta por Jung, Katharine Cook Briggs y su hija Isabel Briggs Myers desarrollaron más tarde, de modo independiente al autor suizo, el Indicador Myers-Briggs. De hecho Jung rechazó que su tipología fuera una caracterología.
Cuenta con dieciséis combinaciones tipológicas y representan una profundización a los ocho anteriormente propuestos, de tal manera que cada tipo psicológico cuenta ahora con dos definiciones más. Para lograr dicha amplificación se ha agregado a cada tipo una dimensión adicional llamada estilo de vida que asigna una función auxiliar a cada tipo psicológico, de manera tal que ahora se divide en dos amplios grupos:
- Introvertido pensamiento puede ser INTP o ISTP.
- Extravertido pensamiento puede ser ENTJ o ESTJ.
- Introvertido sentimiento puede ser INFP o ISFP.
- Extravertido sentimiento puede ser ENFJ o ESFJ.
- Introvertido sensación puede ser ISTJ o ISFJ.
- Extravertido sensación puede ser ESTP o ESFP.
- Introvertido intuición puede ser INTJ o INFJ.
- Extravertido intuición puede ser ENTP o ENFP.

## Edición en castellano
- Jung, Carl Gustav (2013 [1ª reimpresión 2021]). Obra completa de Carl Gustav Jung. Volumen 6. Tipos psicológicos. Traducción Rafael Fernández de Maruri, 656 páginas. Madrid: Editorial Trotta. ISBN 978-84-9879-479-3.
- – (2008). Tipos psicológicos. Reedición y traducción directa del alemán Andrés Sánchez Pascual. Colección: Los Libros de Sísifo. Barcelona: Edhasa. ISBN 978-84-350-2720-5.